# Kuszlany

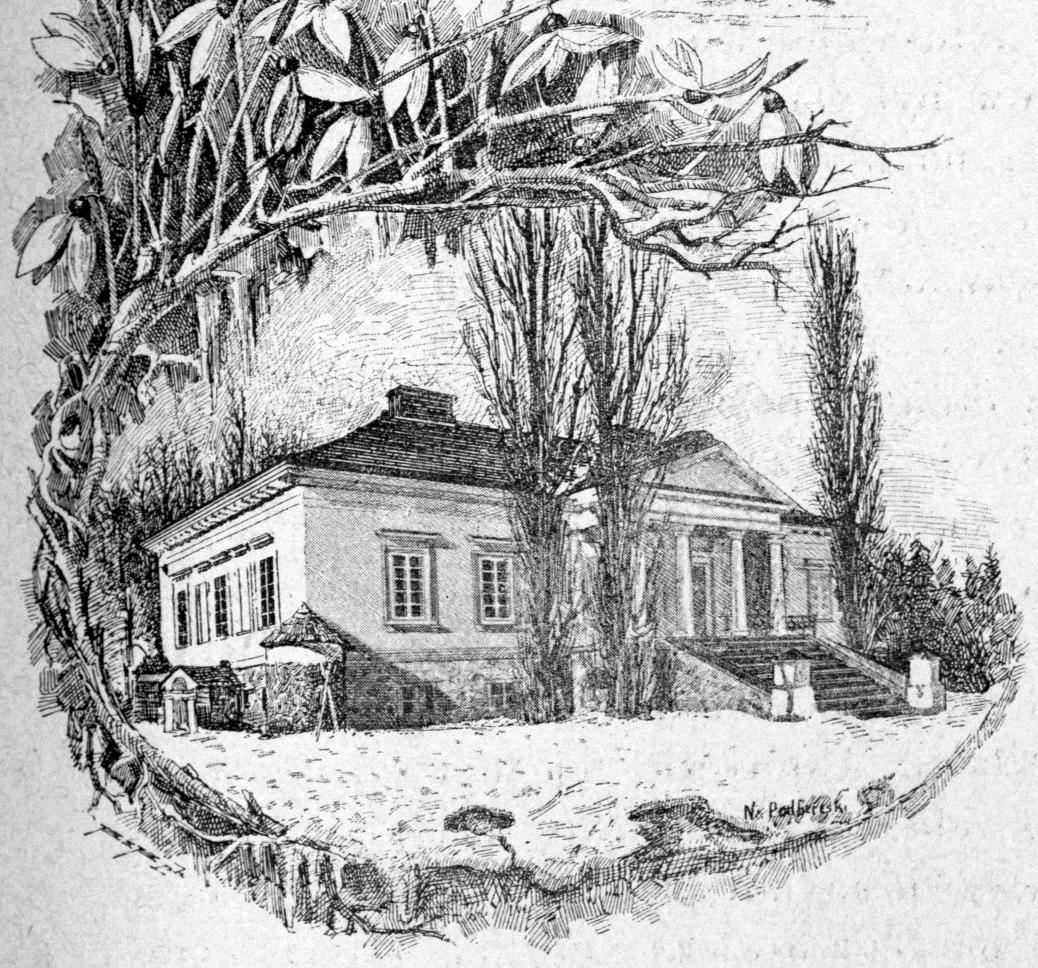
Dwór Szafnaglów (koniec XIX wieku)

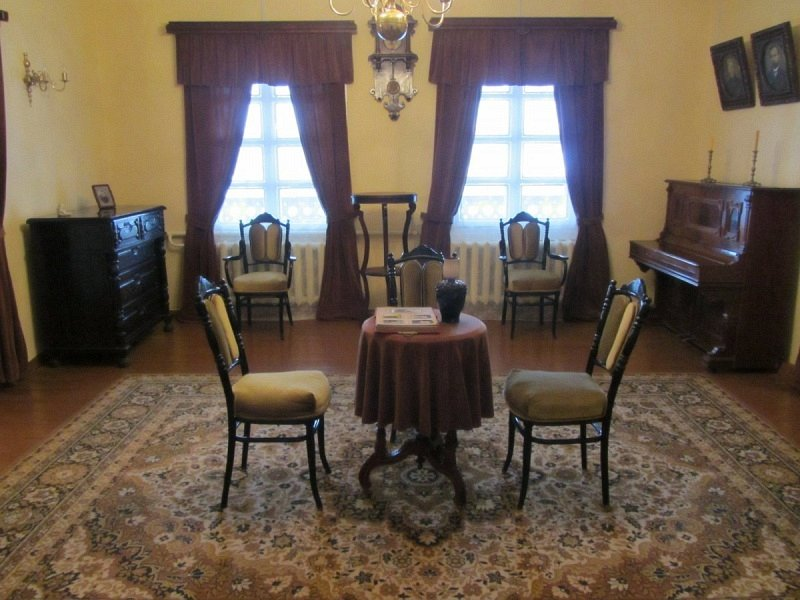
Wnętrza muzeum Franciszka Bohuszewicza (2014)

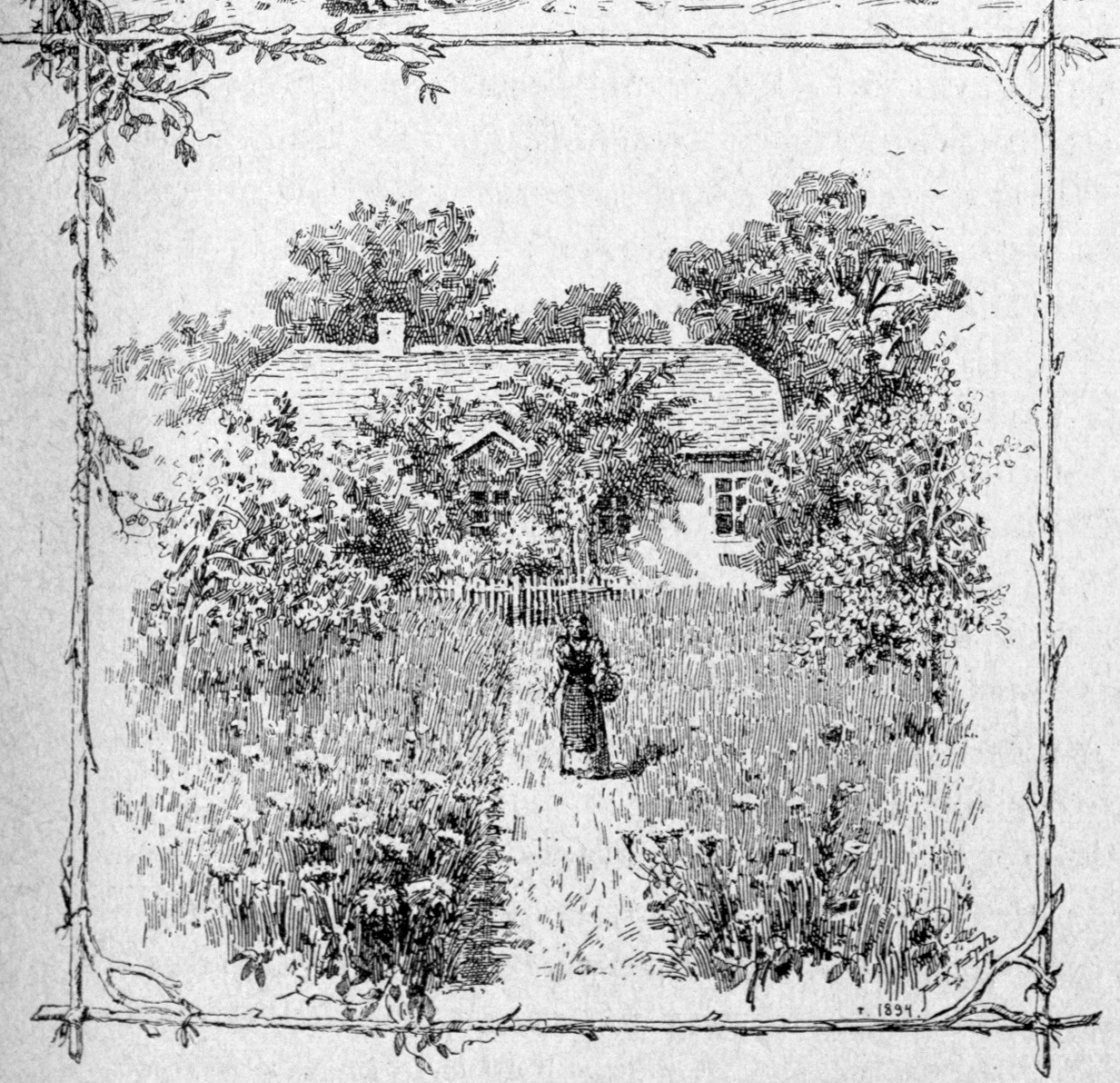
Dworek Jasiewiczów (koniec XIX wieku)

Kuszlany (biał. Кушля́ны; ros. Кушляны) – agromiasteczko na Białorusi, w rejonie smorgońskim obwodu grodzieńskiego, około 13 km na zachód od Smorgoni.

## Historia
Najstarsza wzmianka o Kuszlanach pochodzi z 1581 roku. Później własność części tych dóbr była bardzo rozdrobniona, a wiele z nich występowało pod nazwą Kuszlany. Zgodnie z ustaleniami Czesława Jankowskiego główna część tutejszych dóbr, dawniej zwana Dorgiszkami, należała w XVI wieku do rodziny Dorgowiczów, a później do Protasewiczów (drogą wiana), Muśnickich (drogą sprzedaży Janowi Muśnickiemu) i – od 1654 roku do końca XVII wieku – Petelczyców, od kiedy syn Jana Mikołaj Muśnicki sprzedał ją Sebastianowi Petelczycowi, cześnikowi oszmiańskiemu. W tym okresie części Kuszlan należały również do rodzin Dziadowiczów i Kijanowskich (Jakub Kazimierz Kijanowski, skarbnik i rotmistrz oszmiański kupił je w 1700 roku). Na początku XVIII wieku Kazimierz Kijanowski wykupił Dziadowiczów i scalił większą część tutejszego majątku. Spadkobierczyni Kazimierza, jego córka Eleonora, sprzedała majątek Ludwikowi Komarowi. Jerzy i Antoni Komarowie odsprzedali go w 1798 roku Trojanowi Sawicz-Zabłockiemu, po którym dziedziczyli jego synowie Bernard i Maciej, który tu się osiedlił. W 1831 roku syn Macieja Jan Zabłocki sprzedał go Józefowi Sulistrowskiemu (1798–1849), żonatemu z Elżbietą Sorokinówną (?–1867). Ich syn Konstanty Otto (1829–1883) i jego żona Konstancja Prószyńska byli kolejnymi dziedzicami tej części Kuszlan. Ich tu urodzona córka Maria (~1863–?), wychodząc za Kazimierza Szafnagla (1859–?), wniosła mu swój majątek w posagu. Ich syn Henryk Eustachy Szafnagel był ostatnim dziedzicem tej części Kuszlan do 1939 roku. Inna część była do 1939 roku w rękach rodziny Jasiewiczów, jeszcze jedna od 1749 roku – należała do Bohuszewiczów.
Strukturę własnościową w 1896 roku Czesław Jankowski opisywał tak: dziś jeszcze na wzmiankowanym szmacie ziemi mamy leżące obok siebie: Kuszlany będące obecnie w posiadaniu Kazimierza Szafnagla i jego żony Marji z Sulistrowskich, Kuszlany-Dorgiszki inaczej Wierkielany własność Hryniewskiego, Kuszlany Jasiewicza, Kuszlany Bohuszewicza, Kuszlany Tymowskiego, Kuszlany Markowskiego, Kuszlany Mejnartowiczów. A co dawniej było!.
W wyniku reformy administracyjnej w latach 1565–1566 dobra te weszły w skład województwa wileńskiego Rzeczypospolitej. Po III rozbiorze Polski w 1795 roku miejscowość znalazła się na terenie powiatu oszmiańskiego (ujezdu) guberni wileńskiej. Po I wojnie światowej Kuszlany wróciły do Polski, po ustabilizowaniu się granicy polsko-radzieckiej w 1921 roku znalazły się w gminie Soły. 13 kwietnia 1922 roku gmina weszła w skład objętej władzą polską Ziemi Wileńskiej, przekształconej 20 stycznia 1926 roku w województwo wileńskie. 
W 1931 majątek w 7 domach zamieszkiwało 69 osób.
Od 1945 roku – w ZSRR, od 1991 roku – na terenie Republiki Białorusi.
Do 2008 roku Kuszlany były siedzibą sielsowietu kuszlańskiego, który został zlikwidowany.
W 1998 roku agromiasteczko liczyło 354 mieszkańców, a w 2009 roku – 340.
W miejscowości funkcjonuje szkoła podstawowa, dom kultury, biblioteka i poczta. Na terenie miejscowości znajdował się również cmentarz niemieckich żołnierzy I wojny światowej, dziś na jego miejscu jest sad owocowy.
W północnej części miasteczka w 1974 roku wzniesiono pomnik upamiętniający 3 żołnierzy radzieckich, którzy zginęli w czasie wielkiej wojny ojczyźnianej.

## Dwory
Najbardziej reprezentacyjny był klasycystyczny dwór wzniesiony w 1811 roku przez Macieja Zabłockiego, prawdopodobnie zaprojektowany przez jednego z dobrych architektów wileńskich, stojący niegdyś w miejscu, które dziś jest centrum obecnej miejscowości, nad niewielkim stawem na rzeczce Sikuni. Był to prawie pałacyk, parterowy, siedmioosiowy dom, stojący na wysokich, mieszkalnych suterenach, wyposażonych w kwadratowe okna, na rzucie szerokiego prostokąta. Środkowe trzy osie akcentował portyk, którego dwie pary pseudotoskańskich kolumn i odpowiadających im ściennych pilastrów, podtrzymywały belkowanie i otoczony kroksztynami trójkątny szczyt. Do portyku prowadziły schody na całej jego szerokości, o dziesięciu stopniach i dwóch słupkach służących jako donice kwiatów dekoracyjnych. Dom był przykryty gładkim dachem czterospadowym z dwoma symetrycznie usytuowanymi kominami.
Kazimierz Szafnagel posiadał we dworze historyczną bibliotekę i zbiór rycin polskich i obcych. Zachowały się jedynie przerzedzone resztki parku dworskiego. Z dworu pozostały jedynie fundamenty i suterena, ze schodami wiodącymi do nieistniejącego portyku. Obecnie te fundamenty przekształcono na taras, na którym umieszczono muszlę koncertową. Z zabudowań gospodarczych zachował się budynek o dwuspadowym dachu.
Niedaleko majątku Bohuszewiczów był dworek Jasiewiczów. Znana jest jego rycina z końca XIX wieku. Pozostały nieliczne drzewa dawnego parku oraz zrujnowany spichlerz z XIX wieku z piętrową podcieniową galeryjką.
W innych częściach wsi istnieją pozostałości po zabudowaniach innych folwarków, m.in. pozostałości parku i grobowiec rodzinny Markowskich.
Majątek Kuszlany Szafnaglów został opisany w 11. tomie Dziejów rezydencji na dawnych kresach Rzeczypospolitej Romana Aftanazego.